# Josiah Didier
Josiah Didier, född 8 april 1993 i Littleton, Colorado, är en amerikansk professionell ishockeyspelare som just nu spelar för Providence Bruins i American Hockey League.